# Studentendorf Adlershof

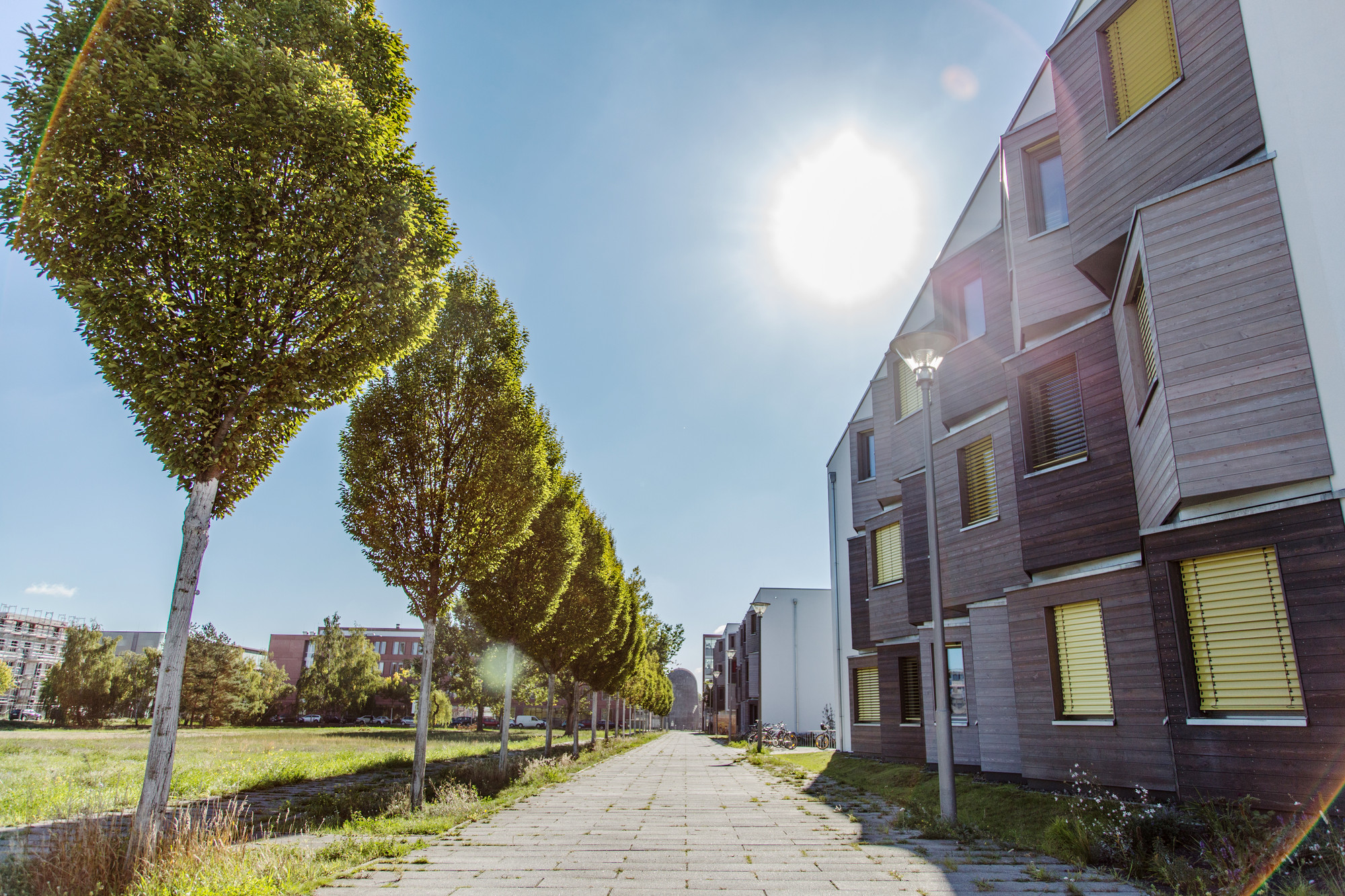
Studentendorf Adlershof

Das Studentendorf Adlershof ist ein im 2014 eingeweihtes Gebäudeensemble für Studenten in Berlin.

## Geschichte
Vorbild für das Wohn- und Architekturkonzept ist das Studentendorf Schlachtensee im Berliner Südwesten. Das gilt insbesondere für die städtebauliche Figur als Studentendorf und für die gemeinschaftlich orientierten Wohnbauten.

## Lage und Umgebung

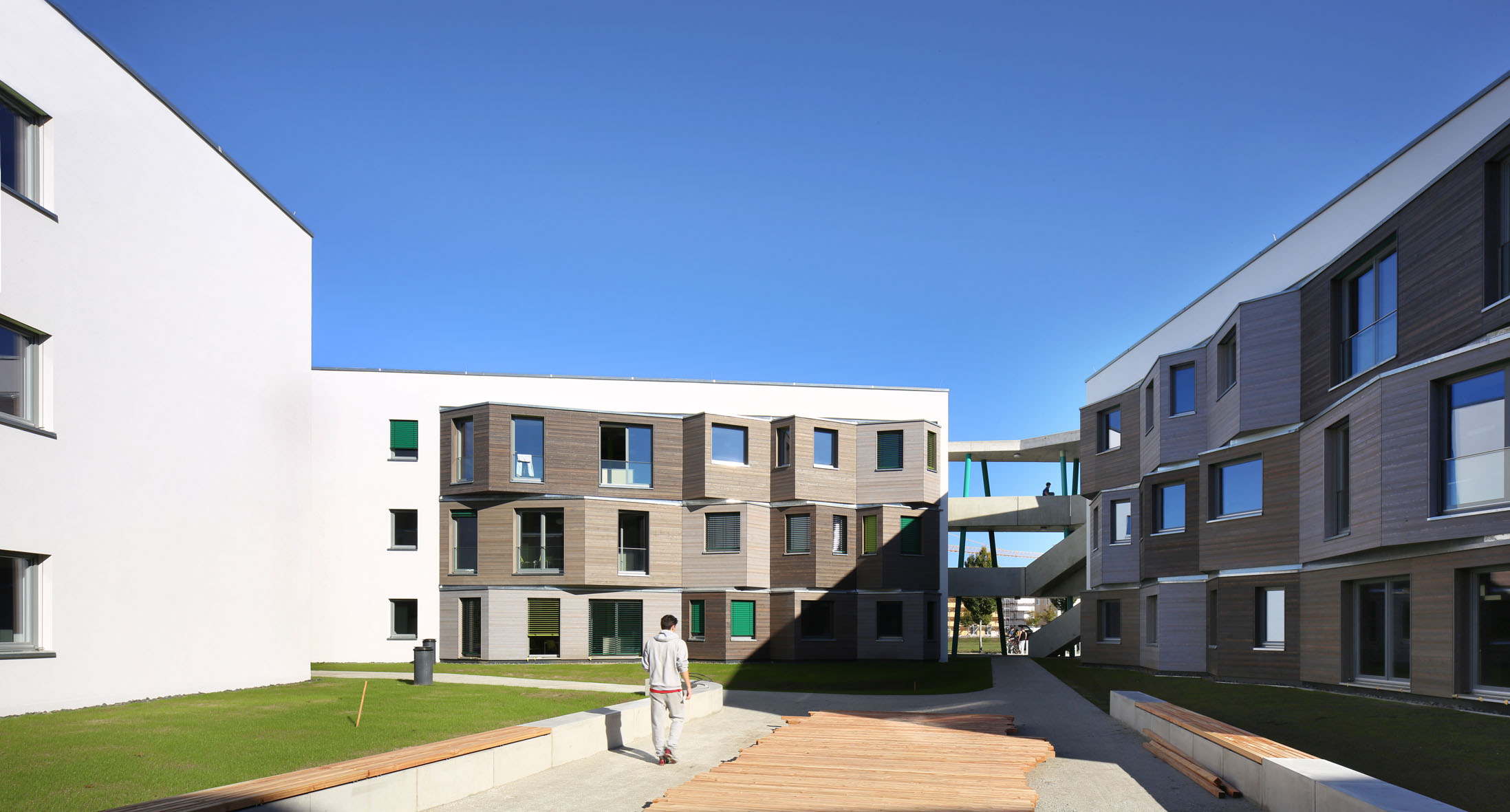
Studentendorf Adlershof, Blick in einen Innenhof

Das Studentendorf Adlershof liegt im südöstlichen Berliner Bezirk Treptow-Köpenick im Ortsteil Adlershof. Die Wohnanlage liegt in direkter Nachbarschaft vom Campus Adlershof der Humboldt-Universität mit ihren naturwissenschaftlichen Instituten und nahe dem Wissenschafts- und Wirtschaftsstandort Adlershof (WISTA). Es wurde am 21. Oktober 2014 eröffnet und ist Teil der Bestrebungen, das Wissenschafts- und Wirtschaftsgebiet nicht nur als Arbeits-, sondern auch als Wohnort zu etablieren.
Auf dem rund 11.000 m² großen Grundstück bilden zehn Gebäude zusammen mit der vom Büro locodrom gestalteten Gartenanlage das Studentendorf Adlershof. In acht dreigeschossigen Gebäuden finden 288 Studierende in Wohnlandschaften Platz. In den Wohnlandschaften teilen sich jeweils zwischen 10 und 13 Bewohner eine Gemeinschaftsfläche mit Koch-, Ess- und Sitzbereich, um den sich die individuellen Zimmer der Bewohner mit eigenem Bad anordnen. In den beiden viergeschossigen Häusern entlang der Abram-Joffe-Straße ergänzen Einzel- und Doppelapartments das Angebot, sodass insgesamt 386 Studierende Platz haben.

## Architektur

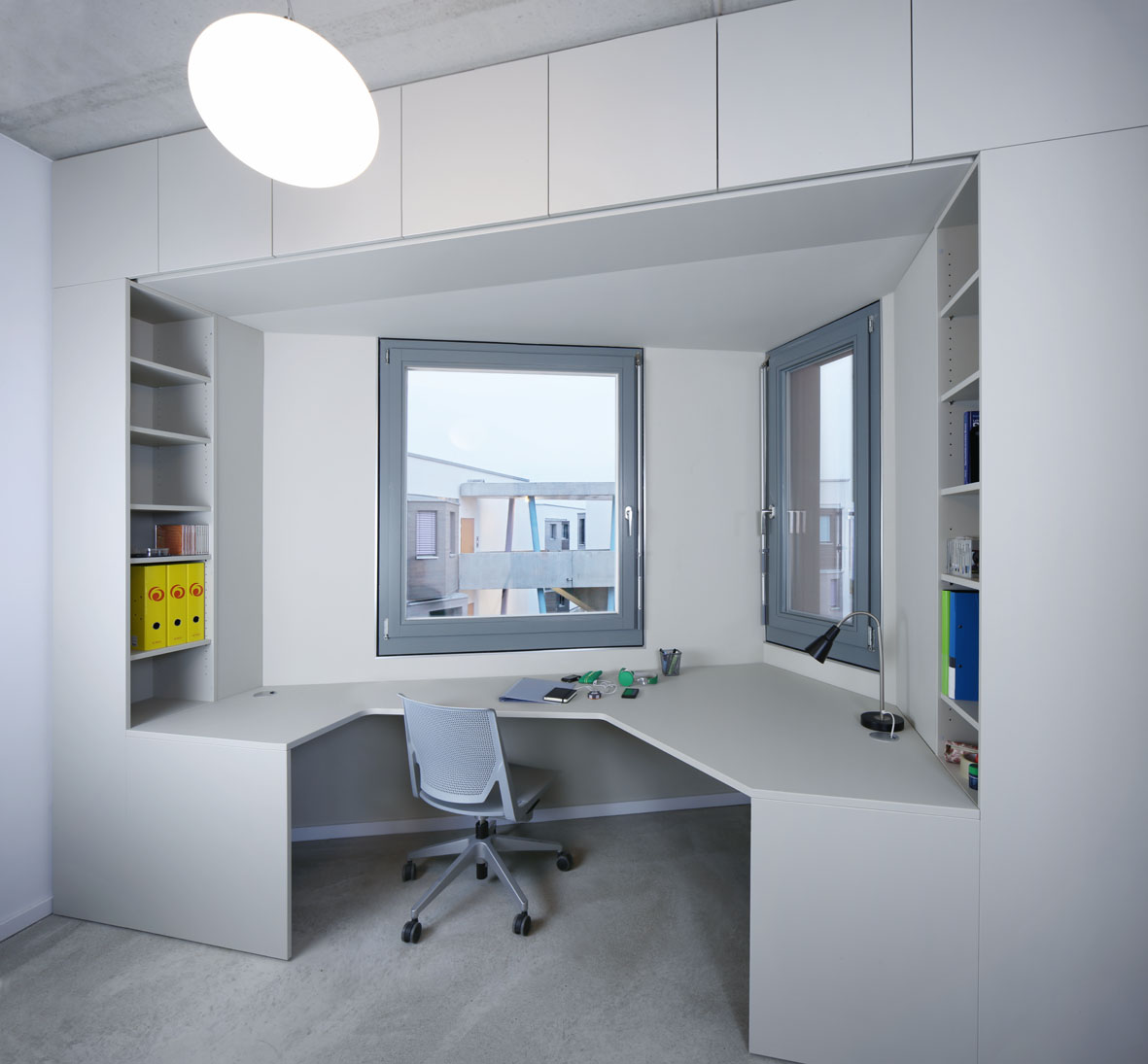
Blick in den „Denker-Erker“

Die Architektur des Studentendorfs Adlershof wird von den sogenannten „Denker-Erkern“ geprägt, die jeweils eine individuelle Wohneinheit kennzeichnen. Der „Denker-Erker“ ist zugleich Rückzugsort und Ausblick. Durch eine unterschiedliche Ausrichtung der Erker-Geometrie, durch die Anordnung der Fenster, durch den Vergrauungsanstrich der Holzverschalung und durch den farbigen Sonnenschutz wird die seriell gefertigte Fassade aufgelockert und verleiht jedem Gebäude Individualität.

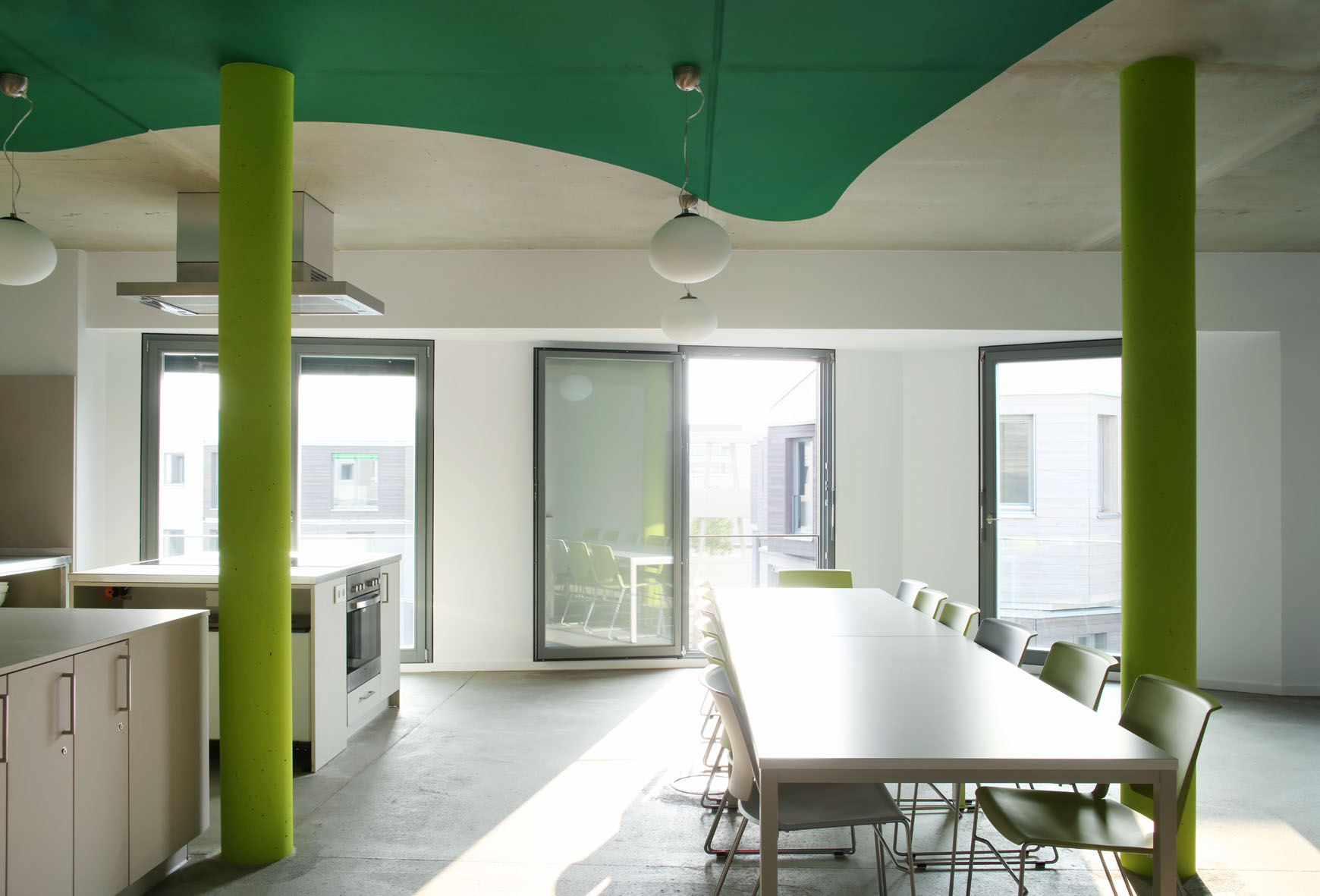
Gemeinschaftsbereich

Ähnlich wie im Studentendorf Schlachtensee liegen die zentralen Gemeinschaftseinrichtungen an einem zentralen Dorfplatz, dem Herz der Wohnanlage. Hier liegen das Studentencafé mit Club, das Vermietungsbüro, eine Kita, ein Fitnessstudio, Fahrradräume und eine Poststelle mit Waschsalon. Zwei weitere Innenhöfe runden das Landschaftskonzept ab. Die Innenhöfe sind Spiel- und Erlebnisräume für die Bewohner und sind so dimensioniert, dass eine hausübergreifende Kommunikation über die großflächig verglasten Wohnlandschaften möglich wird.
Verantwortlich für den Entwurf ist das Berliner Architekturbüro Die Zusammenarbeiter. Ausgangspunkt war eine im Oktober 2010 gewonnene und durch die Adlershof-Projekt GmbH ausgelobte Ausschreibung der Grundstücksfläche im Rahmen des Städtebauprojekts „Wohnen am Campus“.

## Finanzierung und Bewirtschaftung
Finanzierungspartner für das Studentendorf Adlershof war die Schweizer Pensionskasse CoOpera Sammelstiftung PUK. Betrieben wird die Wohnanlage durch die im Studentendorf Schlachtensee aktive Genossenschaft Studentendorf Schlachtensee eG.